# Morris Ankrum
Morris Ankrum, de son vrai nom Stephen Morris Nussbaum, est un acteur américain né le 27 août 1896 à Danville (Illinois, États-Unis) et mort le 2 septembre 1964 à Pasadena (Californie, États-Unis).

## Biographie
Son visage aux traits marqués lui a valu d'interpréter à de nombreuses reprises des représentants de l'autorité (militaires, policiers, scientifiques, juges…), la plupart du temps dans des westerns ou des films de science-fiction de série B.
Au début des années 1960, il apparait régulièrement dans le rôle d'un juge, dans la série télévisée Perry Mason.
Il meurt en 1964 d'une trichinose.
Son fils David Ankrum s'est fait connaître en interprétant Adam Stephens dans la série télévisée Tabatha.

## Filmographie partielle
- 1941 : Révolte au large (This Woman is Mine) de Frank Lloyd : Roussel
- 1942 : The Loves of Edgar Allan Poe de Harry Lachman : M. Graham
- 1942 : Quelque part en France (Reunion in France) de Jules Dassin : Martin
- 1942 : Tennessee Johnson de William Dieterle : Jefferson Davis
- 1942 : Deux Nigauds cow-boys (Ride 'Em Cowboy) d'Arthur Lubin
- 1942 : Time to Kill d'Herbert I. Leeds
- 1943 : Dixie Dugan de Otto Brower
- 1943 : La jeunesse s'amuse (Best Foot Forward) d'Edward Buzzell
- 1944 : Le Corps céleste (The Heavenly Body) d'Alexander Hall
- 1944 : Gentle Annie d'Andrew Marton
- 1944 : Le mariage est une affaire privée (Mariage is a private affair) de Robert Z. Leonard : M. Ed Scofield
- 1944 : Meet the People de Charles Reisner
- 1944 : See Here, Private Hargrove de Wesley Ruggles
- 1946 : Le Courage de Lassie (Courage of Lassie) de Fred M. Wilcox : Farmer Crews
- 1946 : The Cockeyed Miracle de S. Sylvan Simon
- 1946 : Little Mister Jim de Fred Zinnemann
- 1947 : The Mighty McGurk de John Waters
- 1947 : La Dame du lac de Robert Montgomery : Eugene Grayson
- 1947 : Cynthia de Robert Z. Leonard : M. Phillips
- 1947 : La Femme de l'autre (Desire Me) de George Cukor : Hector Martin
- 1947 : Vive l'amour (Good News) de Charles Walters : Dean Griswold
- 1949 : La Fille du désert (Colorado Territory) de Raoul Walsh : Le marshal
- 1949 : La Furie des tropiques (Slattery's Hurricane) de André de Toth : Le psychiatre
- 1949 : Les Insurgés (We Were Strangers) de John Huston : M. Seymour
- 1950 : Poison blanc (Borderline) de William A. Seiter : Bill Whittacker
- 1950 : Pilote du diable (Chain Lightning) de Stuart Heisler : Ed Bostwick
- 1950 : L'Esclave du gang (The Damned Don't Cry) de Vincent Sherman : Jim Whitehead
- 1951 : Une corde pour te pendre (Along the Great Divide) de Raoul Walsh : Rancher Roden
- 1951 : Espionne de mon cœur (My Favorite Spy) de Norman Z. McLeod : Général Frazer
- 1951 : Destination Mars (Flight to Mars) de Lesley Selander : Ikron
- 1952 : Mutinerie à bord (Mutiny) d'Edward Dmytryk : Capitaine Radford
- 1953 : Les Envahisseurs de la planète rouge (Invaders from Mars), de William Cameron Menzies : Colonel Fielding
- 1952 : Hiawatha de Kurt Neumann : Iagoo
- 1952 : Sans ton amour (Because of You) de Joseph Pevney : Dr Travis
- 1953 : Arena de Richard Fleischer : Bucky Hillberry
- 1953 : La Taverne des révoltés (The Man Behind the Gun) de Felix E. Feist : Bram Creegan
- 1953 : La Nuit sauvage (Devil's Canyon) de Alfred Werker : Shérif
- 1953 : Les Tuniques rouges (Fort Vengeance) de Lesley Selander
- 1953 : Le Voleur de minuit (The Moonlighter), de Roy Rowland : Alexander Prince
- 1954 : Quatre Étranges Cavaliers (Silver Lode) d'Allan Dwan : Zachary Evans
- 1954 : Bronco Apache de Robert Aldrich : Dawson
- 1954 : La Reine de la prairie (Cattle Queen of Montana) de Allan Dwan : J.I. 'Pop' Jones
- 1954 : Taza, fils de Cochise (Taza, Son of Cochise) de Douglas Sirk : Grey Eagle
- 1955 : Vera Cruz de Robert Aldrich : Le général Ramirez
- 1955 : Quand le clairon sonnera (The Last Command) de Frank Lloyd : le gouverneur militaire Juan Bradburn
- 1955 : L'Aventure fantastique (Many Rivers to Cross) de Roy Rowland : Mr Emmett
- 1955 : Pavillon de combat (The Eternal Sea) de John H. Auer
- 1956 : Les soucoupes volantes attaquent (Earth vs. the Flying Saucers), de Fred F. Sears : Le général John Hanley
- 1956 : Down Liberty Road de Harold D. Schuster
- 1956 : The Desperados Are in Town de Kurt Neumann
- 1957 : Le Début de la fin (Beginning of the End) de Bert I. Gordon : Le général John Hanson
- 1957 : Les Amours d'Omar Khayyam (Omar Khayyam) de William Dieterle : Imam Nowaffak
- 1957 : Kronos de Kurt Neumann : Dr Stern
- 1958 : How to Make a Monster de Herbert L. Strock : Le capitaine de police Hancock
- 1958 : De la Terre à la Lune (From the Earth to the Moon) de Byron Haskin : Ulysses S. Grant
- 1961 : Abattez cet homme (Most Dangerous Man Alive) d'Allan Dwan : Capitaine Davis
- 1962 : La Tour de Londres (Tower of London) de Roger Corman : L'Archevêque
- 1963 : L'Horrible Cas du Dr X (X : The Man with the X-Ray Eyes) de Roger Corman : M. Bowhead